# إدارة الدين العام العثماني

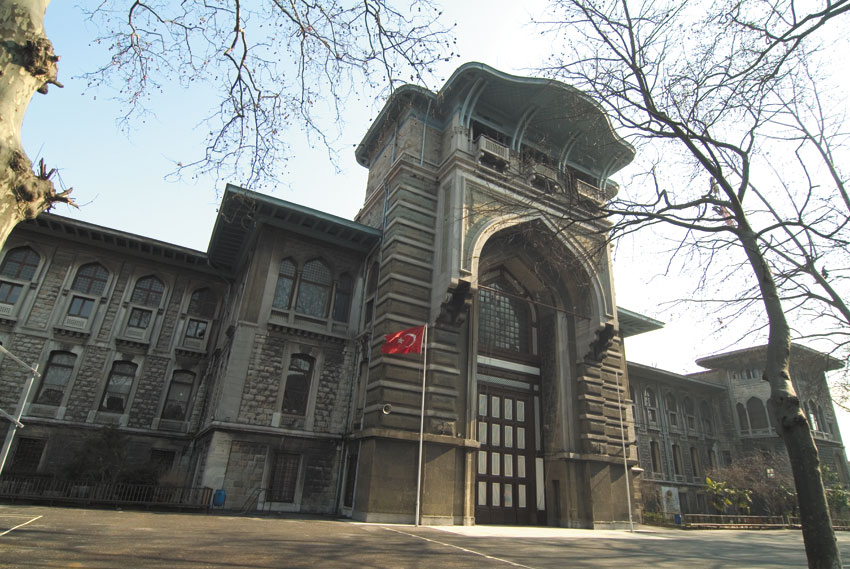
مبنى إدارة الدين العام العثماني (حاليا مدرسة ثانوية في اسطنبول)

إدارة الدين العام العثماني (بالتركية: Düyun-u Umumiye-i Osmaniye Varidat-ı Muhassasa İdaresi)‏ هي إدارة مستقلة عملت في الدولة العثمانية وتشكلت عام 1881 لإدارة الدين العام العثماني، وضع في تصرف الإدارة قسم مهم من موارد الدولة العثمانية كما منحت صلاحيات واسعة في الإدارة، بلغ عدد موظفي إدارة الدين العام العثماني نحو 5,000 موظف وهي تتألف من حاملي أسهم القروض العثمانية من ألمان، ونمساويين وفرنسيين وإيطاليين، وغيرهم، وبضم مجلس الإدارة مؤلفاً من سبعة أعضاء، ستة منهم يمثلون حملة أسهم الدول الأجنبية التابعين إليها أولئك الأعضاء، والسابع يُعيّنه البنك العثماني.